# 睦田真澄
睦田 真澄（むつだ ますみ、カタルーニャ語: Masumi Mutsuda Zapater 1986年2月21日 - ）は、スペインの男性声優、ナレーター。バルセロナ出身。カタルーニャ工科大学コンピュータ科学とITエンジニアリング学部卒業。
弟にYoutuberのkenzoがいる。。

## 経歴
- 1994年 - 『フォレスト・ガンプ/一期一会』で声優デビュー。
- 2006年 - Televisió de Catalunya（カタルーニャテレビ）入社。
- 2011年 - バルセロナ工科大学コンピュータ科学とITエンジニアリング学部卒業。

## 人物
- 2011年2月にバルセロナ工科大学で開催されたYahoo Hack U チャンピオンシップ優勝チームの一員である。[2][1]。
- カタルーニャの子供番組、Club Super3 のナレーターである。[要出典]。

## 声優
6歳前後で声優を始める。7歳の時にライオンキングシンバ役のオーディションに呼ばれ最終審査まで通ったが、幼すぎる声だと言われ結局不採用となかった。しかし翌年、フォレスト・ガンプ/一期一会のオファーを受け、主人公の子供時代役に採用された。
また、スペイン語のGoogleのボイスも担当している。

## 出演作品
※太字は主役・メインキャラクター

### 映画の吹き替え

#### スペイン語
1994年
- フォレスト・ガンプ/一期一会 - フォレスト・ガンプ（幼年時代）

1996年
- ポネット- マチアス

1997年
- 101匹わんちゃん - ラッキー
- ライアー ライアー - マックス・リード
- 天使の贈りもの (映画) - ジェレマイア・ビッグス
- スペース・ジャム - マーカス・ジョーダン

1998年
- ナッティ・プロフェッサー クランプ教授の場合 - 恐がりな男の子
- 絶体×絶命 - マシュー・コナー
- マイ・フレンド・メモリー - ケヴィン・ディロン
- マスク・オブ・ゾロ - アレハンドロ（少年時代）

1999年
- スター・ウォーズ エピソード1/ファントム・メナス - アナキン・スカイウォーカー
- グッドナイト・ムーン - ベン・ハリソン
- アイアン・ジャイアント - ホーガース・ヒューズ
- アンナと王様 - チュラーロンコーン王子
- ウェイクアップ!ネッド - モーリス・オトゥール

2000年
- ダブル・ジョパディー - マティ・パーソンズ（11歳）
- ティガー・ムービー プーさんの贈りもの - クリストファー・ロビン
- エル・ドラド 黄金の都 - ネイティブの子供
- ヒマラヤ杉に降る雪 - イシュマエル・チェンバーズ（幼年時代）
- ことの終わり - パーキス
- アンジェラの灰 - フランク（幼年時代）
- 私が愛したギャングスター - トミー・リンチ
- グリンチ - グリンチ（8歳）
- オーロラの彼方へ - ジョン・サリヴァン（6歳）

2001年
- バガー・ヴァンスの伝説 - ハーディ・グリーヴス（少年期）
- リセス 〜ぼくらの休み時間〜 - グスタフ・パットン・グリズウォルド（ガス）

2002年
- E.T.（2002年） - グレッグ
- バトル・ロワイアル - 七原 秋也

2003年
- キャッチ・ミー・イフ・ユー・キャン -  足を骨折している子

2004年
- ポーラー・エクスプレス - 知ったかぶりっ子
- スパイキッズ3-D:ゲームオーバー - フランシス

2008年
- クローズZERO - 桐島 ヒロミ

2009年
- クローズZERO II - 桐島 ヒロミ

2010年
- ナイト&デイ - サイモン・フェック
- 20世紀少年 (映画) - 蝶野将平

2011年
- 告白 - 渡辺 修哉
- GANTZ - 稲森 貴史
- 正義のゆくえ I.C.E.特別捜査官 - ヨン・キム
- トワイライト・サーガ/ブレイキング・ドーン Part1 - エリック・ヨーキー

2012年
- 嫌われ松子の一生 - 川尻笙

#### カタルーニャ語
- フリー・ウィリー2、3 - ジェシー
- ジュラシック・パークIII（2001年） - エリック・カービー
- E.T.（2002年） - マイケル
- ラスト サムライ（2007年） - 明治天皇
- 壬生義士伝（2008年） - 吉村嘉一郎
- ハリー・ポッターと賢者の石（2004年）- ハリー・ポッター
- ハリー・ポッターと秘密の部屋（2002年）- ハリー・ポッター
- ハリー・ポッターとアズカバンの囚人（2004年） - ハリー・ポッター
- ハリー・ポッターと炎のゴブレット（2005年） - ハリー・ポッター
- ハリー・ポッターと不死鳥の騎士団（2007年） - ハリー・ポッター
- ハリー・ポッターと謎のプリンス（2009年） - ハリー・ポッター
- ハリー・ポッターと死の秘宝PART1（2010年） - ハリー・ポッター
- ハリー・ポッターと死の秘宝PART2（2011年） - ハリー・ポッター
- ディセンバー・ボーイズ （2011年）- マップス
- スマーフ （2011年）-  クラムジー・スマーフ
- ウーマン・イン・ブラック 亡霊の館（2012年）- アーサー・キップス
- スマーフ2 アイドル救出大作戦! （2013年）- クラムジー・スマーフ
- 20世紀少年 (映画)（2013年）- 蝶野将平

### テレビアニメの吹き替え

#### スペイン語
- ガン×ソード （2007年）- ジョシュア・ラングレン
- スクラップド・プリンセス（2008年）- クリストファ・アーマライト
- DEATH NOTE（2010年） - ニア

#### カタルーニャ語
- サムライチャンプルー （2007年） - ジン（仁）
- うえきの法則（2007年） - 黒木 影男
- DEATH NOTE（2010年） - 松田 桃太

### ゲームの吹き替え

#### スペイン語
- ソニック フォース（2017年）- シルバー
- エルソード（2017年）- アイン
- チームソニックレーシング（2019年）- シルバー
- ゼルダ無双 厄災の黙示録（2020年）- ロベリー
- Ghostwire: Tokyo（2022年）- KK

### テレビ番組
- Harry Potter parla català（2005年 Televisió de Catalunya）
- Harry Potter català（2005年11月24日 Televisió de Catalunya Info K）
- Els dobladors d'"Els Visitants" （2010年6月2日 Televisió de Catalunya Tvist）
- El Club（Televisió de Catalunya）

### CMのナレーション
- Anunci del Carnet Jove 2010
- Anunci del Carnet Jove 2011 - Pack Jove Tour
- Making off de la "Ruta Carnet Jove 2012"

### ラジオ
- Aquests són Harry Potter i Lord Voldemort a Catalunya （2011年7月15日 Rac1/El món a RAC1）

### 書籍
- 『るるぶスペイン '12'13』裏表紙写真（2012年、JTB）
- 『エンジョイ スペイン 2012.4〜2013.3』裏表紙写真（2012年、JTB）